# Домінік Адія
Домінік Адія (англ. Dominic Adiyiah, нар. 29 листопада 1989, Аккра) — ганський футболіст, нападник національної збірної Гани.

## Клубна кар'єра
Народився 29 листопада 1989 року в місті Аккра. Вихованець юнацької команди футбольного клубу «Феєнорд Екедемі».
У дорослому футболі дебютував 2006 року виступами за «Феєнорд Екедемі», в якому провів один сезон, взявши участь лише у 1 матчі чемпіонату.
Згодом з 2007 по 2010 рік грав у складі команд клубів «Харт оф Лайонс», «Фредрікстад» та «Мілан».
До основи «Мілана» пробитися не зміг і 2010 року перейшов на умовах оренди до складу «Реджини». Відіграв за команду з Реджо-Калабрія один сезон своєї ігрової кар'єри.
Протягом 2011 року, також як орендований гравець, захищав кольори сербсткого «Партизана» та турецького клубу «Каршияка».
До складу клубу «Арсенал» (Київ) приєднався на правах оренди до кінця сезону на початку 2012 року. Відіграв до кінця сезону за київських «канонірів» у 4 матчах в національному чемпіонаті, після чого 28 червня «Арсенал» викупив контракт футболіста, підписавши з ним повноцінний контракт на три роки.

## Виступи за збірні
Протягом 2008–2009 років залучався до складу молодіжної збірної Гани, разом з якою грав на молодіжній першості Африки 2009 року, де збірна здобула золоті медалі. У тому ж році він брав участь на чемпіонаті світу серед молодіжних команд, де Гана стала найсильнішою збірною у світі, а Адійя — найкращим бомбардиром турніру з 8 голами в 7 іграх. На молодіжному рівні зіграв у 18 офіційних матчах, забив 13 голів.
18 листопада 2009 року дебютував в офіційних матчах у складі національної збірної Гани.
У складі збірної був учасником розіграшу Кубка африканських націй 2010 року в Анголі, де разом з командою здобув «срібло», та чемпіонату світу 2010 року в ПАР.
Наразі провів у формі головної команди країни 20 матчів, забивши 4 голи.

## Статистика виступів

### Статистика клубних виступів
Станом на 24 вересня 2013 року
| Сезон                   | Команда                 | Чемпіонат               | Чемпіонат | Чемпіонат | Національний кубок | Національний кубок | Національний кубок | Континентальні кубки | Континентальні кубки | Континентальні кубки | Інші змагання | Інші змагання | Інші змагання | Усього | Усього |
| Сезон                   | Команда                 | Ліга                    | Ігор      | Голів     | Ліга               | Ігор               | Голів              | Ліга                 | Ігор                 | Голів                | Ліга          | Ігор          | Голів         | Ігор   | Голів  |
| ----------------------- | ----------------------- | ----------------------- | --------- | --------- | ------------------ | ------------------ | ------------------ | -------------------- | -------------------- | -------------------- | ------------- | ------------- | ------------- | ------ | ------ |
| 2006-07                 | «Феєнорд Екедемі»       | ПЛ                      | ?         | ?         | КН                 | ?                  | ?                  | —                    | —                    | —                    | —             | —             | —             | ?      | ?      |
| 2007-08                 | «Харт оф Лайонс»        | ПЛ                      | 24        | 11        | КН                 | ?                  | ?                  | —                    | —                    | —                    | GHALCA        | 1             | 1             | 25+    | 12+    |
| 2008                    | «Фредрікстад»           | T                       | 4         | 0         | КН                 | 0                  | 0                  | —                    | —                    | —                    | —             | —             | —             | 4      | 0      |
| 2009                    | «Фредрікстад»           | Т                       | 4         | 0         | КН                 | 2                  | 1                  | ЛЄ                   | 1                    | 0                    | —             | —             | —             | 7      | 1      |
| Усього за «Фредрікстад» | Усього за «Фредрікстад» | Усього за «Фредрікстад» | 8         | 0         |                    | 2                  | 1                  |                      | 1                    | 0                    | —             | —             | —             | 11     | 1      |
| 2009-10                 | «Мілан»                 | A                       | 0         | 0         | КІ                 | 0                  | 0                  | ЛЧ                   | 0                    | 0                    | —             | —             | —             | 0      | 0      |
| 2010-11                 | «Реджина»               | B                       | 13        | 1         | КІ                 | 2                  | 1                  | —                    | —                    | —                    | —             | —             | —             | 15     | 2      |
| 2011                    | «Партизан»              | ЧС                      | 6         | 0         | КС                 | 2                  | 0                  | —                    | —                    | —                    | —             | —             | —             | 8      | 0      |
| 2011-12                 | «Каршияка»              | 1Л                      | 8         | 0         | КТ                 | 0                  | 0                  | —                    | —                    | —                    | —             | —             | —             | 8      | 0      |
| 2011-2012               | «Арсенал»               | ПЛ                      | 4         | 0         | КУ                 | 1                  | 0                  | —                    | —                    | —                    | —             | —             | —             | 5      | 0      |
| 2012-2013               | «Арсенал»               | ПЛ                      | 26        | 4         | КУ                 | 3                  | 0                  | —                    | —                    | —                    | —             | —             | —             | 29     | 4      |
| 2013-2014               | «Арсенал»               | ПЛ                      | 7         | 3         | КУ                 | 0                  | 0                  | —                    | —                    | —                    | —             | —             | —             | 7      | 3      |
| Усього за кар'єру       | Усього за кар'єру       | Усього за кар'єру       | 60+       | 12+       |                    | 6+                 | 2+                 |                      | 1                    | 0                    |               | 1             | 1             | 68+    | 15+    |

### Статистика виступів за збірну
Станом на 2 грудня 2012 року
| Дата       | Місто           | Господарі        | Результат             | Гості            | Турнір                                   | Голи | Примітки |
| ---------- | --------------- | ---------------- | --------------------- | ---------------- | ---------------------------------------- | ---- | -------- |
| 18/11/2009 | Луанда          | Ангола           | 0 – 0                 | Гана             | товариський матч                         | -    |          |
| 05/01/2010 | Манзіні (місто) | Гана             | 0 – 0                 | Малаві           | товариський матч                         | -    |          |
| 19/01/2010 | Луанда          | Буркіна-Фасо     | 0 – 1                 | Гана             | Кубок африканських націй 2010 - 1-й етап | -    |          |
| 31/01/2010 | Луанда          | Гана             | 0 – 1                 | Єгипет           | Кубок африканських націй 2010 - Фінал    | -    | 2 місце  |
| 01/06/2010 | Роттердам       | Нідерланди       | 4 – 1                 | Гана             | товариський матч                         | -    |          |
| 05/06/2010 | Мілтон Кінс     | Гана             | 1 – 0                 | Латвія           | товариський матч                         | -    |          |
| 23/06/2010 | Йоганнесбург    | Гана             | 0 – 1                 | Німеччина        | ЧС 2010 - 1-й етап                       | -    |          |
| 02/07/2010 | Йоганнесбург    | Уругвай          | 1 – 1 д.ч. (4-2 п.п.) | Гана             | ЧС 2010 - чвертьфінал                    | -    |          |
| 09/02/2011 | Антверпен       | Гана             | 4 – 1                 | Того             | товариський матч                         | 1    |          |
| 27/03/2011 | Браззавіль      | Республіка Конго | 0 – 3                 | Гана             | Відбір до Кубка африканських націй 2012  | 1    |          |
| 29/03/2011 | Лондон          | Англія           | 1 – 1                 | Гана             | товариський матч                         | -    |          |
| 04/06/2011 | Аккра           | Гана             | 3 – 1                 | Республіка Конго | Відбір до Кубка африканських націй 2012  | -    |          |
| 07/06/2011 | Чонджу          | Південна Корея   | 2 – 1                 | Гана             | товариський матч                         | -    |          |
| 02/09/2011 | Аккра           | Гана             | 2 – 0                 | Есватіні         | Відбір до Кубка африканських націй 2012  | -    |          |
| 05/09/2011 | Лондон          | Бразилія         | 1 – 0                 | Гана             | товариський матч                         | -    |          |
| 11/10/2011 | Вотфорд         | Гана             | 0 – 0                 | Нігерія          | товариський матч                         | -    |          |
| 01/06/2012 | Кумасі          | Гана             | 7 – 0                 | Лесото           | Відбір до ЧС 2014                        | 2    |          |
| 09/06/2012 | Ндола           | Замбія           | 1 – 0                 | Гана             | Відбір до ЧС 2014                        | -    |          |
| Усього     |                 | Матчів           | 18                    |                  | Голів                                    | 4    |          |

## Титули і досягнення
- Чемпіон Африки (U-20): 2009
- Чемпіон світу (U-20): 2009
- Срібний призер Кубка африканських націй: 2010